# Orthetrum martensi
Orthetrum martensi – gatunek ważki z rodziny ważkowatych (Libellulidae).